# تصوير بالأشعة السينية للبطن
التصوير بالأشعة السينية للبطن أو الأشعة السينية البطنية هي جهاز للفحص بالأشعة السينية للبطن. يرمز له اختصارا بـ AXR أو KUB مشيرا إلى الأحرف الثلاث الأولى من الأعضاء (كلية، مثانة، حالب) باللغة الإنكليزية.

## جهاز للتحليل
يعتبر فحص الأشعة السينية البطني من الفحوص السريعة التي يمكن إجراؤها بشكل سهل وسريع في غرفة الإسعاف. حيث يساعد هذا الفحص على الاطلاع على حالة البطن. حيث يكون من الممكن اكتشاف الحصى في المثانة والحالب باستخدامه، على الرغم من تزايد استخدام التصوير الطبقي المبرمج في مثل تلك الحالات.

## طريقة التصوير
تؤخذ صورة الأشعة السينية البطنية عادة بوضعية أفقية علوية، إلا أنه قد تكون بوضعيات مختلفة أخرى. وعادة ما يغطي مجال صورة الأشعة المنطقة من أعلى الكبد إلى عظم العانة، مظهرا الأعضاء البطنية من الكبد، البنكرياس، الطحال، المعدة، الكليتين، المثانة، الحالبين وغيرها.

## العلاجات
تستخدم الأشعة السينية البطنية في تشخيص :
- حصى الكلى
- انسداد معوي
- التهاب البنكرياس